# The Long Black Veil
The Long Black Veil è un album del gruppo musicale The Chieftains, pubblicato dall'etichetta discografica RCA Records nel 1995.
Il CD contiene i brani della colonna sonora del film Braveheart - Cuore impavido, e vede la collaborazione di artisti di fama mondiale quali Mick Jagger, Van Morrison, Sinead O'Connor, Sting e Mark Knopfler, Ry Cooder.
L'album arriva in quinta posizione in Norvegia ed in settima in Svezia.

## Tracce
1. Mo Ghile Mear (Our Hero) (con Sting & Anúna)
2. The Long Black Veil (con Mick Jagger)
3. The Foggy Dew (con Sinead O'Connor)
4. Have I Told You Lately That I Love You (con Van Morrison)
5. Change Your Demeanour
6. The Lily of the West (con Mark Knopfler)
7. Coast of Malabar (con Ry Cooder)
8. Dunmore Lassies (strumentale - con Ry Cooder)
9. Love Is Teasin' (con Marianne Faithfull)
10. He Moved Through the Fair (con Sinead O'Connor)
11. Ferny Hill (strumentale)
12. Tennessee Waltzz/Tennessee Mazurka (con Tom Jones)
13. The Rocky Road to Dublin (con i Rolling Stones)